# Vincent R. Gray

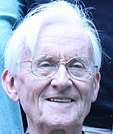
Vincent Gray

Vincent Richard Gray (* 24. März 1922 in London, Vereinigtes Königreich; † 14. Juni 2018 in Lower Hutt, Neuseeland) war ein neuseeländischer Chemiker, der 2006 im Alter von 84 Jahren die New Zealand Climate Science Coalition gründete. Hierbei handelt es sich um eine Klimaleugnerorganisation, die sich nach eigenen Angaben „besorgt [zeigt] über die irreführenden Informationen, die über den Klimawandel und die anthropogene (menschengemachte) globale Erwärmung verbreitet werden“. In Sammelabfragen der wissenschaftlichen Journale sind keine Peer-Review begutachteten Publikationen von ihm zum Gebiet der Klimatologie zu finden. Seine letzten peer reviewten wissenschaftlichen Veröffentlichungen stammen von 1988 und beschäftigen sich mit seinem Fachgebiet, der Kohle.
Gray hat sich für den 1995 veröffentlichten Zweiten Sachstandsbericht des Intergovernmental Panel on Climate Change (IPCC) als „Expert Reviewer“ der von ihm geleiteten Coal Research Association gemeldet und wurde dadurch automatisch in den Peer-Review-Prozess für diese Sachstandberichte eingebunden. In den Anhängen zu den Sachstandsberichten 3 – 5 wird er ebenfalls als „Expert Reviewer“ geführt, als „Contributor“ wird er in keinem Assessment Report gelistet.
Gray wird von mehreren Plattformen, die sich mit der Klimaleugnung beschäftigen, vorgeworfen, zahlreiche wissenschaftlich unhaltbare Behauptungen zur globalen Erwärmung und zur Seriosität des IPCC verbreitet zu haben. Er warf dem IPCC u. a. systematische Falschdarstellungen vor und veröffentlichte mehrere nicht wissenschaftlich begutachtete Werke dazu, aus denen aktuell (2019) häufig von klimaskeptischen Webplattformen zitiert wird, beispielsweise: „Es gibt nicht die geringste Spur eines Beweises in den IPCC Sachstandsberichten, dass menschliche CO2-Emissionen irgend einen schädlichen Einfluss auf das Klima haben“ („There is not a scrap of evidence in any IPCC reports that human emissions of CO2 have any harmful effect on the climate“).

## Werke (Auswahl)
- The Greenhouse Delusion, 2002, Brentwood, ISBN 978-0-906522-14-1.